# Francisco de Meneses Brito

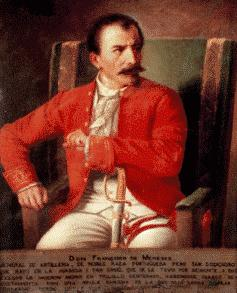
Francisco de Meneses

Francisco de Meneses Brito (* um 1615 in Cádiz, Spanien; † 29. Dezember 1672 in Lima, Vizekönigreich Peru) war ein spanischer Offizier und von 1664 bis 1668 Gouverneur von Chile.

## Leben

### Herkunft und Militärkarriere
Meneses entstammte einer adligen Familie aus Portugal. Als Kavallerist diente er mehr als 25 Jahre der spanischen Krone und zeichnete sich in den Kriegen in Oberitalien, Flandern, Katalonien und Portugal aus. Jedoch wurde er immer wieder des Ungehorsams bezichtigt und war in Händel und Duelle verwickelt. Er zeigte großes Interesse an Hunden und Pferden und galt als Liebhaber und Meister von Reiterspielen und dem Stierkampf.
Zu seinen Förderern bei Hofe zählten einflussreiche Personen wie Juan José de Austria. Nachdem mehrere Kandidaten für das Gouverneursamt in Chile die Berufung durch König Philipp IV. abgelehnt hatten, wurde das Amt ihm angetragen.

### Querelen bei der Anreise
Chile war zu dieser Zeit in andauernde Aufstände der Mapuche im Süden des Landes verwickelt. Der König in Spanien versprach daher, Truppen in Stärke von 1.000 Mann mit dem neuen Gouverneur nach Chile zu entsenden, am Ende reichten die Mittel aber nur für rund 300 Soldaten und Ausrüstung für einige weitere. Die Flotte, die von Cádiz aus nach Buenos Aires segeln sollte, beförderte nicht nur Meneses und die Verstärkung für Chile, sondern auch José Martínez de Salazar, der zum Gouverneur von Buenos Aires ernannt war, die Oidores für die dort neu errichtete Real Audiencia und mehrere Patres der Jesuiten.
Als Meneses am 23. März 1663 in Cádiz eintraf, wollte er die Abreise beschleunigen und warf dem Gouverneur vom la Plata und dem Schiffsausrüster Verfehlungen vor, die zu Verzögerungen geführt hätten. Schließlich behauptete er, die Schiffe hätten Schmuggelware an Bord. Nach der Abreise am 12. April setzten sich die Schwierigkeiten auf der Überfahrt fort.
Am 27. Juli erreichte die Flotte Buenos Aires; die Weiterreise war auf dem beschwerlichen, aber sicheren Landweg über den Andenhauptkamm vorgesehen. Doch Meneses weigerte sich, an Land zu gehen und befahl stattdessen abzulegen, nachdem die Passagiere für den Río de la Plata von Bord waren. Auch die Vermittlungsversuche des Bischofs von Buenos Aires, Cristóbal Mencha y Velasco und des Gouverneurs von Tucumán, Pedro de Montoya, blieben ergebnislos. Als die Schiffe sich anschickten, den Hafen zu verlassen, setzten die Kanonen von Land aus einen Schuss vor den Bug, so dass Meneses’ Schiff zum Ausweichen gezwungen wurde und auf eine Sandbank lief. So ging er unfreiwillig doch an Land, wo sich sein renitentes Verhalten so weit fortsetzte, dass der Gouverneur mit Zustimmung der Real Audiencia von Buenos Aires die Verhaftung von Meneses befahl und ihn unter Bewachung setzte, bis er Ende Oktober nach Chile aufbrechen konnte. Etliche Soldaten desertierten auf der Reise durch die Pampa zu den Anden.

### Amtsübernahme als Gouverneur von Chile
Meneses hatte dem Stadtrat (spanisch: Cabildo) seine Ankunft angekündigt. Eine Abordnung wurde ihm nach Mendoza entgegengeschickt. Am 23. Januar 1664 traf Meneses in Santiago de Chile ein und wurde mit allen üblichen Ehren empfangen. Er leistete jedoch nicht den üblichen Amtseid vor dem Stadtrat. Am selben Tag kam es zu einem heftigen Wortwechsel bei einem Treffen mit dem Bischof der Hauptstadt.

### Vorwürfe gegen den Amtsvorgänger
Meneses’ Amtsführung war stark von seinen Gefühlen und wechselnden Leidenschaften geprägt. Während er sich an Festivitäten gerne beteiligte und bei diesen Gelegenheiten Umgang mit der Bevölkerung aus allen Schichten pflegte, war sein Verhältnis zu den Würdenträgern der Kolonie schnell zerrüttet.
Seinem Amtsvorgänger, Ángel de Peredo warf er bald nach seinem Amtsantritt Verschwendung von Staatsmitteln vor. Dieser habe mehr Stellen geschaffen als das Heer benötige. Er gab Befehl Peredo unter strenge Beobachtung zu setzen, damit dieser nicht heimlich das Land verlassen könne. Peredo suchte daraufhin im Franziskanerkloster von Santiago Asyl. Meneses ließ das Kloster stürmen, doch Peredo gelang die Flucht. Die Verletzung des Kirchenasyls brachte die Vertreter der Kirche gegen den Gouverneur auf. Dieser ließ zahlreiche hochgestellte Freunde von Peredo absetzen und unter Anklage stellen, darunter den Corregidor von Santiago, Pedro de Prado, und den Oidor Alonso de Solórzano y Velasco.

### Heimliche Hochzeit
Etwa zur gleichen Zeit, im April 1664, heiratete Meneses Catalina Bravo de Saravia, die Tochter seines Maestre de Campo, Francisco Bravo de Saravia. Dies stellte einen weiteren Akt des Ungehorsams dar, weil der König seinen führenden Kolonialverwaltern die Hochzeit mit Einheimischen ohne königliche Genehmigung untersagt hatte. Die Vermählung erfolgte heimlich, die Zeugen hielten strenges Stillschweigen und wurden dafür reichlich belohnt.

### Kriegslage gegen die Mapuche
Die Kriegsführung gegen die aufständischen Mapuche überließ Meneses zunächst dem Befehlshaber im Süden, Ignacio de la Carrera.
Meneses war in seiner Denkart stark militärisch geprägt und hielt eine Niederschlagung mit Stärke und Waffengewalt für den einzigen Weg, die Indianer zu befrieden.

### Konflikt mit dem Bischof von Santiago
Das Verhältnis zwischen Meneses und dem Bischof von Santiago war von Anfang an schlecht und wurde durch Meneses immer weiter verschärft. Es gipfelte in einer Vorlage des Gouverneurs bei der Real Audiencia, in der er dem Bischof schwere Vorwürfe machte und ihn verhaften lassen wollte. Im Dezember 1664 stimmten die Richter dem Haftbefehl zu, doch Bischof Humanzoro floh über die Anden nach Cuyo; vorher aber berichtete er noch in einem Brief an den König von den Vorgängen um den Gouverneur. Darin schrieb er auch von Bereicherungen und Postenverkäufen durch den Gouverneur, der zudem einen großen Teil des Warenhandels der Kolonie unter eigener Regie betrieben haben soll.

### Feldzug gegen die Mapuche
Zu Jahresbeginn 1665 griff Meneses selbst ins Kriegsgeschehen in Araukanien ein. Er ließ Forts neu besetzen, die von den Indios zerstört worden waren. Zu Beginn des Jahres 1666 und 1667 führte er weitere Feldzüge im Süden.

### Veränderungen in Europa
Zu dieser Zeit erfuhr Meneses in Concepción vom Tode Philipps IV. im September 1665. Formal folgte ihm sein Sohn Karl II. auf den Thron. Bis zu dessen Volljährigkeit amtierte Maria Anna von Österreich als Regentin in Spanien. Meneses musste fürchten, dass seine Gönner bei Hofe an Einfluss und Gewicht verlieren würden. So war er in der Folgezeit um eine versöhnlichere Linie mit seinen Feinden bemüht und entsandte Boten mit Erfolgsmeldungen der eigenen Regierung nach Europa. Zugleich nutzte er die Vakanz im Vizekönigreich Peru, um eine Reihe von Entscheidungen in eigener Machtvollkommenheit zu treffen, ohne die Audiencia in Lima zu informieren. Offiziell erreichte ihn die Nachricht vom Tode König Philipps erst im Januar 1667.

### Attentat
Am 19. Oktober 1667 unternahm der einstige Heeresinspekteur, General Mendoza, einen Versuch, Meneses umzubringen. Dieser hatte ihn abgesetzt, nachdem sich Mendoza gegen die von Meneses befohlene Aufteilung der Silberzahlung des Real Situado zur Wehr gesetzt hatte. Mendoza wollte ein Zusammentreffen im Hospital San Juan de Díos für seinen Anschlag nutzen, scheiterte aber. Er wurde gefangen genommen, zum Tode verurteilt und zwei Monate später hingerichtet. Zu seiner Hinrichtung läuteten die Kirchenglocken, um die Exkommunikation zu verkünden, die der Bischof allen an der Hinrichtung Beteiligten befohlen hatte.

### Absetzung und Flucht
Im Herbst 1667 war der neue Vizekönig in Lima eingetroffen und fand reichlich Nachrichten von Bischof und Richtern über die skandalöse Amtsführung von Meneses vor. Er entsandte Diego Dávila Coello y Pacheco als Nachfolger. Die Nachrichten von der Absetzung des Gouverneurs reisten schneller als der neue Amtsträger; noch vor seinem Eintreffen floh Meneses. Er wurde allerdings gefasst und in Córdoba gefangen gehalten, später verlegte man ihn auf Befehl des Vizekönigs nach Trujillo. Das Verfahren gegen ihn zog sich über Jahre hin und wurde durch Intervention seiner Familie und einiger Gönner in die länge gezogen. Meneses erlebte den Urteilsspruch nicht mehr, als er 1672 starb.

## Würdigung
Francisco Meneses zählt zu den schillerndsten Persönlichkeiten, die Gouverneur von Chile waren. Für den Historiker Diego Barros Arana ist seine Amtsführung symptomatisch für den Niedergang der Dynastie der Habsburger auf dem spanischen Thron: „Die Regierung von Francisco Meneses war mehr oder weniger ein getreulicher Spiegel der Vorgänge jener Zeit in Spanien. Der Gouverneur trug die Ideen und Vorstellungen und die Laster, die den Hof beherrschten, nach Chile …“